# Liste der Gebietsänderungen in Thüringen 2013 bis 2017
Die Liste der Gebietsänderungen in Thüringen 2013 bis 2017 enthält Änderungen an Gemeindegebieten des Landes Thüringen in der Zeit vom 1. Januar 2013 bis zum 31. Dezember 2017. Dazu zählen unter anderem Zusammenschlüsse und Trennungen von Gemeinden, Eingliederungen von Gemeinden in eine andere, Änderungen des Gemeindenamens und Umgliederungen von Teilen einer Gemeinde in eine andere.

## Legende
- Datum: juristisches Wirkungsdatum der Gebietsänderung
- Gemeinde vor der Änderung: Gemeinde vor der Gebietsänderung
- Maßnahme: Art der Gebietsänderung
- Gemeinde nach der Änderung: Gemeinde nach der Gebietsänderung
- Landkreis: Landkreis der Gemeinde nach der Gebietsänderung

Die Sortierung erfolgt chronologisch: Datum, kreisfreie Städte, Landkreise, aufnehmende oder neu gebildete Gemeinde. Heute noch bestehende Gemeinden sind farbig unterlegt.

## Liste
| Datum      | Gemeinde vor der Änderung                                                                             | Maßnahme        | Gemeinde nach der Änderung | Landkreis        |
| ---------- | --- | --------------- | -------------------------- | ---------------- |
| 31.12.2013 | Vollenborn                                                                                            | Eingliederung   | Deuna                      | Eichsfeld        |
| 31.12.2013 | Emsetal                                                                                               | Eingliederung   | Waltershausen              | Gotha            |
| 31.12.2013 | Hain Lunzig Neugernsdorf Wildetaube                                                                   | Eingliederung   | Langenwetzendorf           | Greiz            |
| 31.12.2013 | Hohenölsen Schömberg Steinsdorf                                                                       | Eingliederung   | Weida                      | Greiz            |
| 31.12.2013 | Bockstadt                                                                                             | Eingliederung   | Eisfeld                    | Hildburghausen   |
| 31.12.2013 | Möhrenbach                                                                                            | Eingliederung   | Gehren                     | Ilm-Kreis        |
| 31.12.2013 | Chursdorf                                                                                             | Eingliederung   | Dittersdorf                | Saale-Orla-Kreis |
| 31.12.2013 | Oberland am Rennsteig                                                                                 | Eingliederung   | Sonneberg                  | Sonneberg        |
| 31.12.2013 | Dorndorf Merkers-Kieselbach                                                                           | Zusammenschluss | Krayenberggemeinde         | Wartburgkreis    |
| 31.12.2013 | Liebstedt Mattstedt Niederreißen Niederroßla Nirmsdorf Oberreißen Oßmannstedt Pfiffelbach Willerstedt | Zusammenschluss | Ilmtal-Weinstraße          | Weimarer Land    |
| 13.02.2015 | Friedrichsthal, Fronderode                                                                            | Umgliederung    | Werther                    | Nordhausen       |
| 09.03.2017 | Tabarz                                                                                                | Namensänderung  | Bad Tabarz                 | Gotha            |